# Marcelo
Marcelo ist ein männlicher Vorname und Familienname.

## Herkunft und Bedeutung
Der Name Marcelo leitet sich vom lateinischen Marcellus ab; siehe dort Herkunft und Bedeutung. In Portugal erlangte der Name bei den Anhängern von Marcelo Caetano eine kurze Blüte der Popularität, wird aber seit Ende des Estado Novo seltener vergeben. In Brasilien ist der Name deutlich häufiger anzutreffen.

## Namensträger

### Vorname
- Marcelo Álvarez (* 1962), argentinischer Opernsänger (Tenor)
- Marcelo Boeck (* 1984), brasilianischer Tennisspieler
- Marcelo Bordon (* 1976), brasilianischer Fußballspieler
- Marcelo Caetano (1906–1980), portugiesischer Diktator
- Marcelo Cirino (* 1992), brasilianischer Fußballspieler
- Marcelo González Martín (1918–2004), spanischer Erzbischof von Toledo
- Marcelo Melo (* 1983), brasilianischer Tennisspieler
- Marcelo Ríos (* 1975), eigentl. Marcelo Andrés Ríos Mayorga, chilenischer Tennisspieler
- Marcelo Salas (* 1974), eigentl. José Marcelo Salas Melinao, chilenischer Fußballspieler
- Marcelo Spínola y Maestre (1835–1906), spanischer Kardinal und Erzbischof von Sevilla
- Marcelo dos Santos Cipriano (* 1969), brasilianischer Fußballspieler (u. a. Benfica Lissabon), siehe Marcelo (Fußballspieler, 1969)
- Marcelo Antônio Guedes Filho (* 1987), brasilianischer Fußballspieler (u. a. Hannover 96), siehe Marcelo (Fußballspieler, 1987)
- Marcelo Vieira da Silva Júnior (* 1988), brasilianischer Fußballspieler (u. a. Real Madrid), siehe Marcelo (Fußballspieler, 1988)
- Marcelo dos Santos Ferreira (* 1989), brasilianischer Fußballspieler (u. a. Sporting Lissabon), siehe Marcelo (Fußballspieler, 1989)
- Marcelo Pereira Sousa (* 1996), brasilianischer Fußballspieler, siehe Marcelo (Fußballspieler, 1996)

### Familienname
- Alexis Marcelo, US-amerikanischer Jazzmusiker
- Jovy Marcelo (1965–1992), philippinischer Autorennfahrer
- Mestre Marcelo (* 1972), brasilianischer Capoeira Meister
- Rogelio Marcelo (* 1965), kubanischer Boxer